# Volkswagen SpaceFox

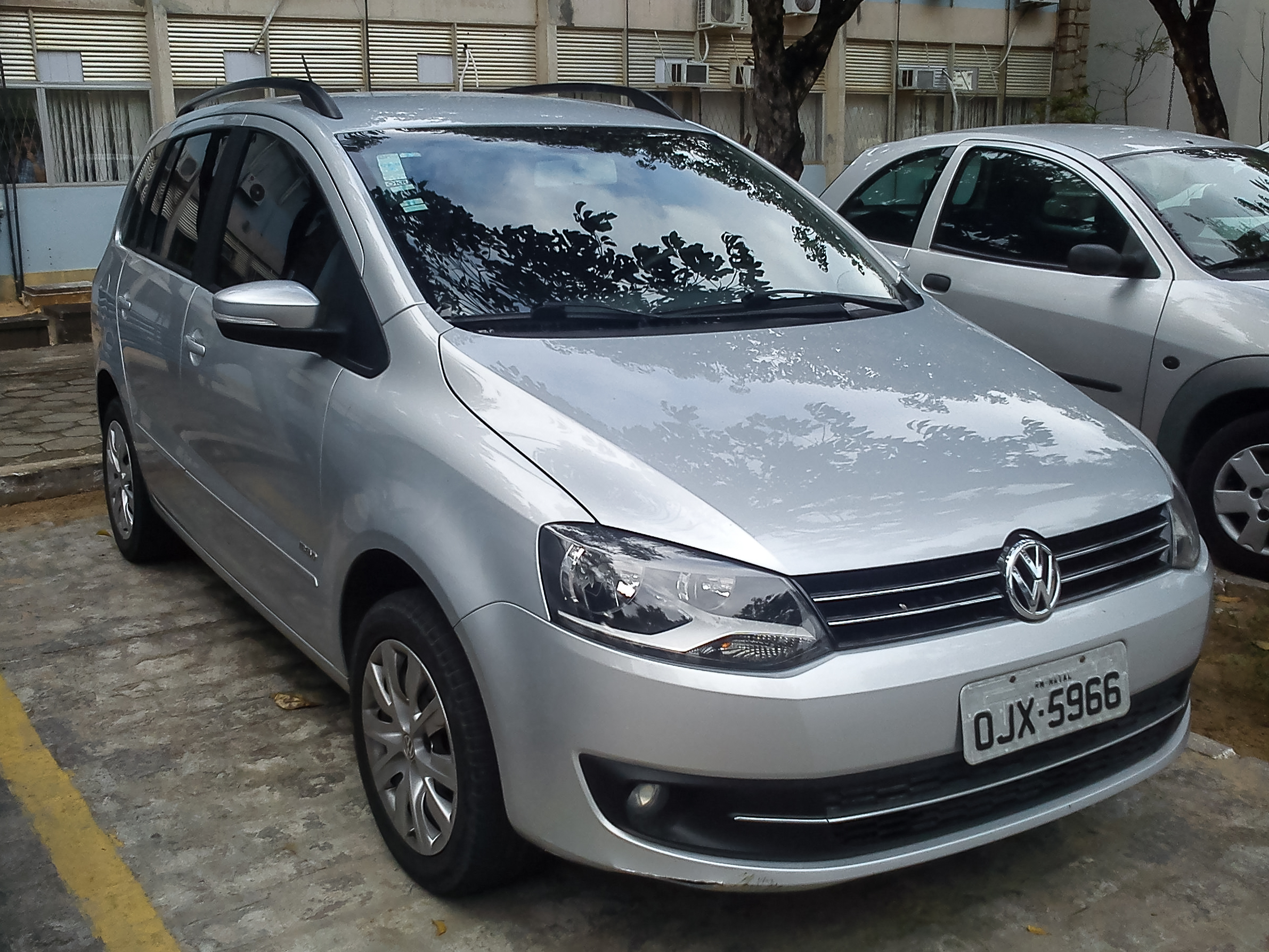
VW Spacefox (1ª reestilização)

A SpaceFox é a versão perua do Fox, fabricado pela Volkswagen. Foi lançada como o primeiro sportvan do Brasil, devido ao visual esportivo com funcionalidades de uma minivan. Volkswagen Suran em Chile, Uruguai, Argentina. No México, é chamada de Volkswagen SportVan.
Inicialmente, a Volkswagen disponibilizou apenas duas configurações do carro. Como entrada, a versão Plus, que oferecia de série itens como Ar Condicionado e Direção Hidráulica, além de vários itens opcionais, como Airbag Duplo e freios ABS. A antiga SpaceFox não agradava com o seu acabamento, algo necessário da categoria. A SpaceFox está em concorrência com o Citroën C3 Picasso, Peugeot 207 SW e Renault Sandero. A nova geração da perua chegou em março de 2010 com a nova frente do Volkswagen Polo europeu, que estreou no Fox e no CrossFox no fim de 2009.

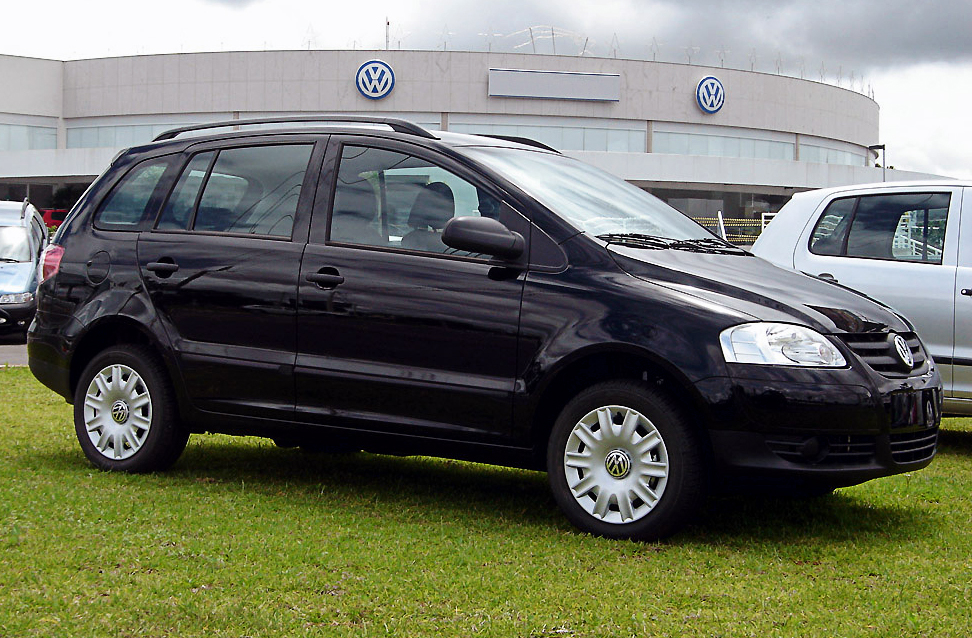
VW Spacefox (1ª geração)

Atualmente a SpaceFox é comercializada em 7 versões:
- 1.6
- 1.6 Trend
- 1.6 Trend I-Motion
- 1.6 Sportline
- 1.6 Sportline I-Motion
- SpaceCross 1.6
- SpaceCross 1.6 I-Motion[1]

A partir de 2018, a Spacefox terá uma só versão: Trendline. Assim, as versões Comfortline, Highline e a aventureira Suran Cross deixam de existir.

## Volkswagen SpaceCross
SpaceCross é a perua aventureira, fabricado pela Volkswagen. Foi lançado no Brasil em 2011. Em outros países é vendida como Volkswagen SuranCross. Foi projetada para concorrer principalmente com a Fiat Weekend Adventure. O modelo é uma mistura de SpaceFox e CrossFox e se enquadra na categoria de "peruas aventureiras".
A SpaceCross chegou ao mercado nacional com o mesmo interior e motor do CrossFox, o conhecido 1.6 que equipa todas as versões do modelo. 
Em 2016, a SpaceCross é comercializada em 2 versões, ambas com motorização 1.6 MSI:
- SpaceCross 1.6
- SpaceCross 1.6 I-Motion (com cambio automatizado)